# Dzintaru koncertzāle

Dzintaru koncertzāle, 2018

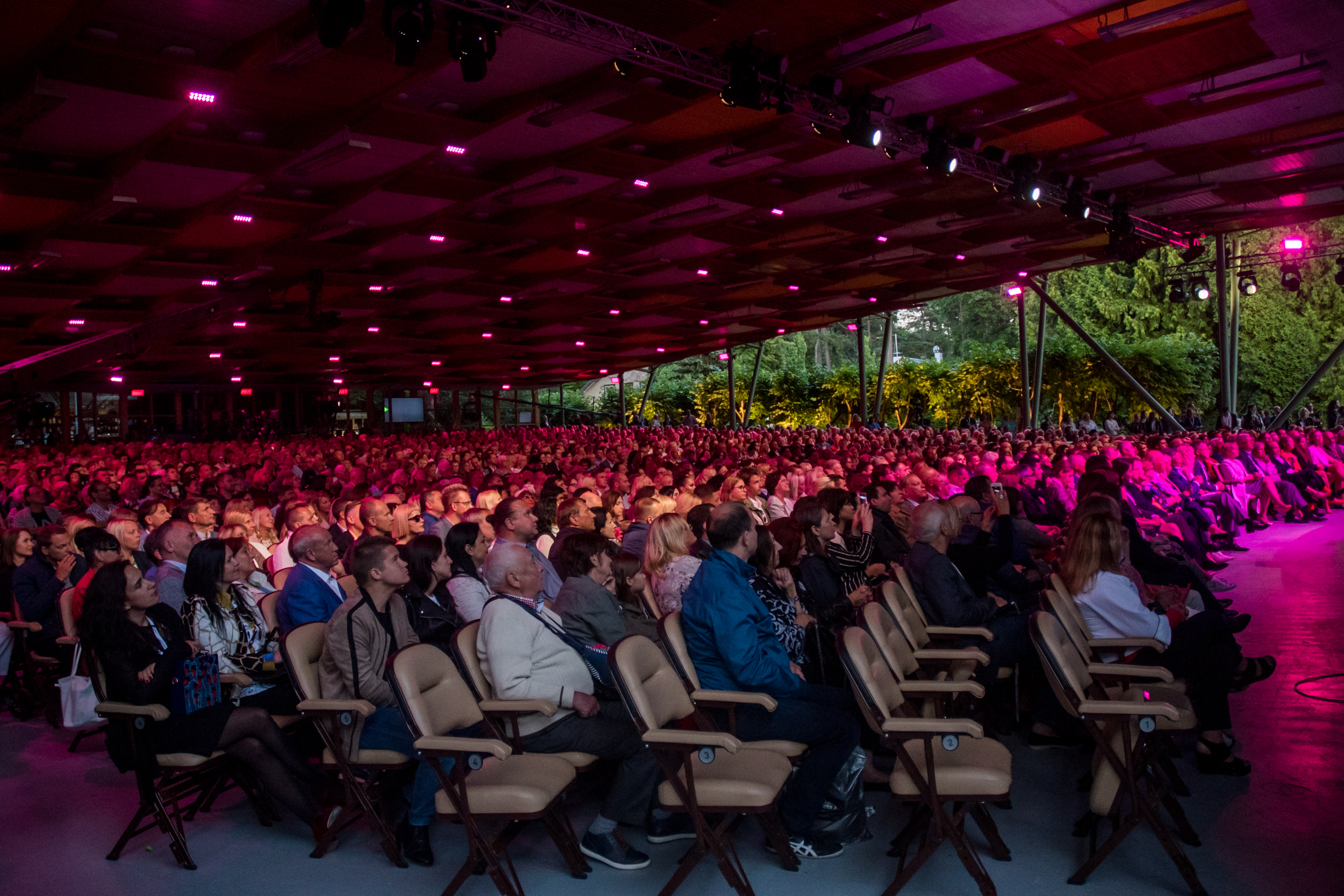
Veranstaltung im Großen Saal, 2017

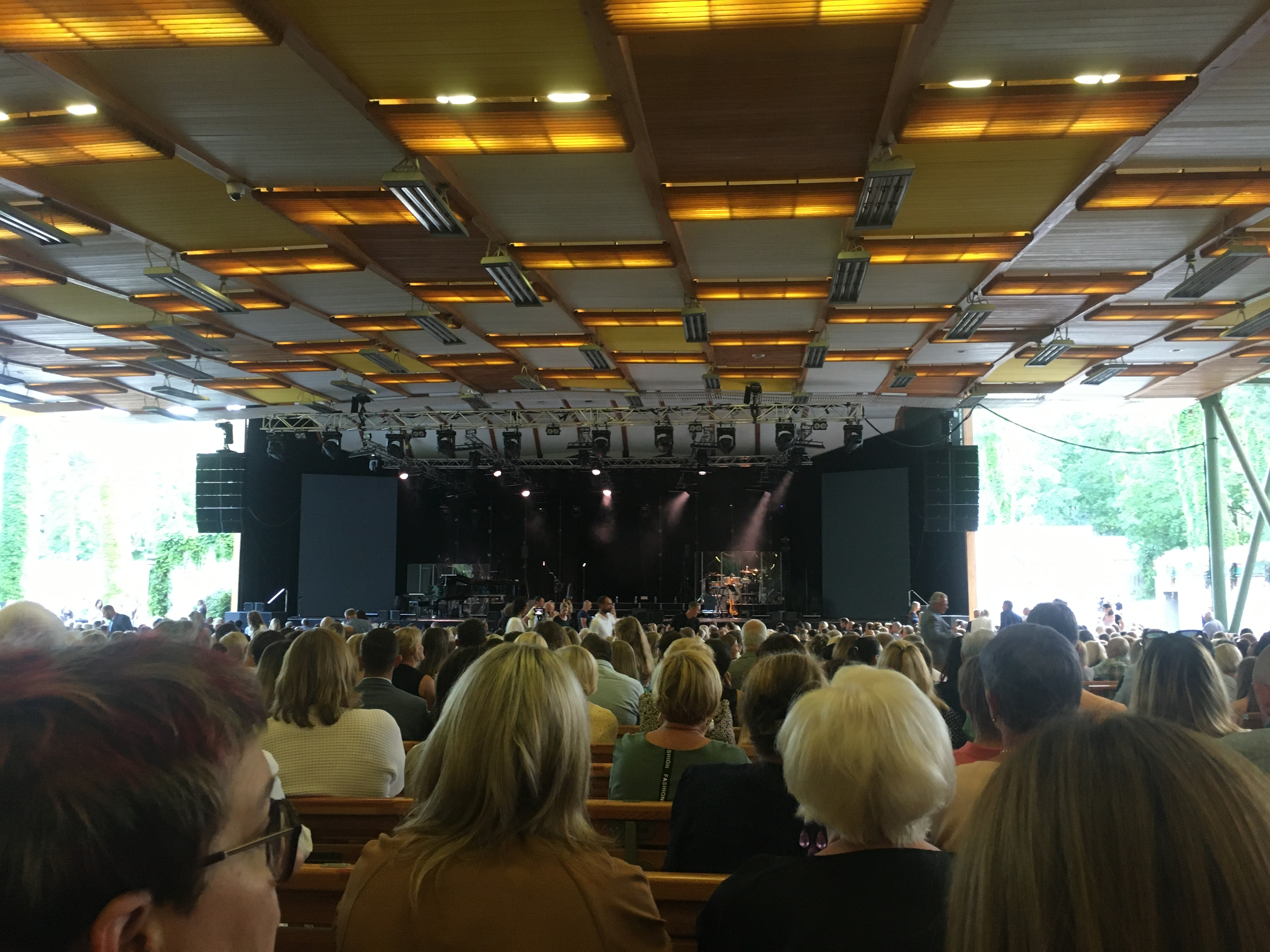
Blick in den Großen Saal, 2022

Der Dzintaru koncertzāle ist ein denkmalgeschütztes Konzerthaus in der lettischen Stadt Jūrmala. Das Konzerthaus verfügt über zwei Säle, den Großen und den Kleinen Saal.

## Lage
Er befindet sich im Ortsteil Dzintari auf der Ostseite der Grenzstraße (Turaidas iela), schräg gegenüber der Einmündung der Seestraße (Jūras iela). Nur etwa 100 Meter weiter nördlich befindet sich der Ostseestrand der Rigaer Bucht.

## Ausstattung
Der ältere Kleine Saal verfügt über 415 m² mit bis zu 550 Plätze und eine Bühne mit 92 m². Die große Halle ist als offener Saal ohne Wände gestaltet und steht von Juni bis September zur Verfügung. Sie bietet 2110 Sitz- und 300 Stehplätze. Darüber hinaus gibt es einen Gastronomiebereich mit 70 Plätzen.

## Architektur und Geschichte
Mit dem Aufkommen des gehobenen Bädertourismus im 19. Jahrhundert fanden auch im Bereich von Jūrmala viele Konzerte statt. 1897 entstand in Edinburg eine erste Bühne. Die Konzertveranstaltungen nahmen an Bedeutung zu, viele überregional bekannte Künstler traten in Edinburg auf. Nach einer Unterbrechung durch den Ersten Weltkrieg wurden die Konzerte wieder fortgeführt. Behindert wurde die Entwicklung durch das Fehlen eines witterungsunabhängigen Veranstaltungsorts. In der Saison 1935 traten durch schlechtes Wetter erhebliche finanzielle Verluste auf.
Am 25. Juli 1936 wurde der von Victor Mellenberg und Alexander Birzenieks errichtete neue Konzertsaal Dzintaru koncertzāle eröffnet. Im Sommer 1937 wurden 30.000 Besucher gezählt. Bedingt durch den Zweiten Weltkrieg wurde das Konzertwesen jedoch wieder unterbrochen, später jedoch wieder aufgenommen.
1962 wurde vom Architekten Modris Ģelzis auf der Ostseite der Große Konzertsaal angefügt. Er ist offen ausgeführt, verfügt zwar über ein Dach, nicht jedoch über Wände.
Der Dzintaru koncertzāle wurde zu einem der beliebtesten Konzertsäle in der Sowjetunion. Die Konzertsaison dauerte jeweils von Juni bis August. Neben dem lettischen Orchester traten Orchester aus Moskau, Leningrad und anderen Städten der Sowjetunion auf. Bekannte hier auftretende Solisten waren unter anderem G. Baschkirow, Lasar Naumowitsch Berman, Alexei Borissowitsch Ljubimow, Gidon Kremer, Wladimir Teodorowitsch Spiwakow, M. M. Vainmans Homicers und Mstislaw Leopoldowitsch Rostropowitsch. 1959 trat das Warschauer Nationale Sinfonieorchester, 1966 das Königlich Dänische Sinfonieorchester und 1972 das Berliner Sinfonieorchester auf.
In den 1970er und 1980er Jahren diente der Saal insbesondere für Unterhaltungs- und Kammermusik sowie Theateraufführungen. Es traten Künstler wie Arkadi Isaakowitsch Raikin, Vija Artmane, Alla Borissowna Pugatschowa und Raimonds Pauls auf. 1986 fand im Saal die Chathoku-Konferenz statt.
Seit dem 29. Oktober 1998 ist das Haus unter der Nummer 5707 im lettischen Denkmalverzeichnis eingetragen.
Auch nach der Wiedererlangung der lettischen Unabhängigkeit wurde die kulturelle Nutzung fortgesetzt. Ab dem Jahr 2000 stieg die Nutzung deutlich an. Das Konzerthaus gehörte zu den Bewerbungsstandorten für die Austragung des Eurovision Song Contest 2003. Die Veranstaltung wurde aber letztlich in Riga durchgeführt. 2005 erfolgte eine grundlegende Restaurierung.